# سرداشی
سرداشی یکی از غذاهای سنتی استان همدان است. سرداشی نوع کباب است که مواد آن را گوشت گوسفندی،  سیب زمینی، پیاز و در صورت تمایل فلفل سبز تشکیل می‌دهد. در قدیم این غذا را می‌بردند می‌گذاشتند در تنور نون سنگکی تا برای آنها به اصطلاح بگذارد سر داش؛ اما امروزه این غذا در فر پخته می‌شود.

## ثبت در فهرست میراث فرهنگی ناملموس
کباب سرداشی همدان در ۱۴ بهمن ۱۳۹۹ به شماره ۲۲۹۶ در فهرست میراث فرهنگی ناملموس همدان ثبت شد. 